# جيريمي نجوك
جيريمي نجوك (بالفرنسية: Jérémie N'Jock)‏ (ولد في 12 مارس 1980 في بافوسام) هو لاعب كرة قدم كاميروني سابق الذي كان يجيد اللعب في مركز المهاجم.

## المسيرة الرياضية
احترف خارج بلاده الكاميرون في سن الثامنة عشر ونادرا ما استقر نجوك في ناد أو بلد. كان فريقه الأول هو نيون في سويسرا يليه العربي في قطر ثم والوداد في المغرب.
في عام 2001 وقع نجوك مع شتوتغارت كيكرز في الدرجة الرابعة في ألمانيا ثم انتقل إلى يو تي أي أراد في رومانيا في العام التالي. سجل 11 هدفاً في 25 مباراة في موسم 2003-04 ليساعد فريقه الروماني الآخر يونيفرسيتاتيا كرايوفا على احتلال المركز الرابع في دوري الدرجة الأولى الروماني.
انضم نجوك إلى مونز في الدرجة الثانية في بلجيكا في يناير 2005 وأحرز أفضل معدل تهديف له بتسجيل ثمانية عشر هدف في موسمه الكامل الوحيد مضيفا هدفين اثنين في الكأس المحلي حيث عاد فريق هينو إلى الدوري البلجيكي الممتاز كبطل.
لاحظ بريست الفرنسي أداء نجوك في عدة مباريات ووقع معه في الموسم التالي. ولكن في فترة الانتقالات التالية غادر فرنسا وانضم إلى يونيفرسيتاتيا كرايوفا حيث تم إعارته توبيز في بلجيكا بعد فترة وجيزة.
في السنوات التالية لعب نجوك لفرق في بلدان مألوفة مثل ألمانيا وبلجيكا ومرة أخرى مثل توبيز مجددا. عندما وصل إلى سن الثلاثين انتقل إلى البرتغال للعب مع إشتوريل برايا وأروكا وموريرينسي في الدرجة الثانية.

## الإنجازات
- مونز
  - دوري الدرجة الثانية البلجيكي (1): 2005-06